# Marceli Słodki

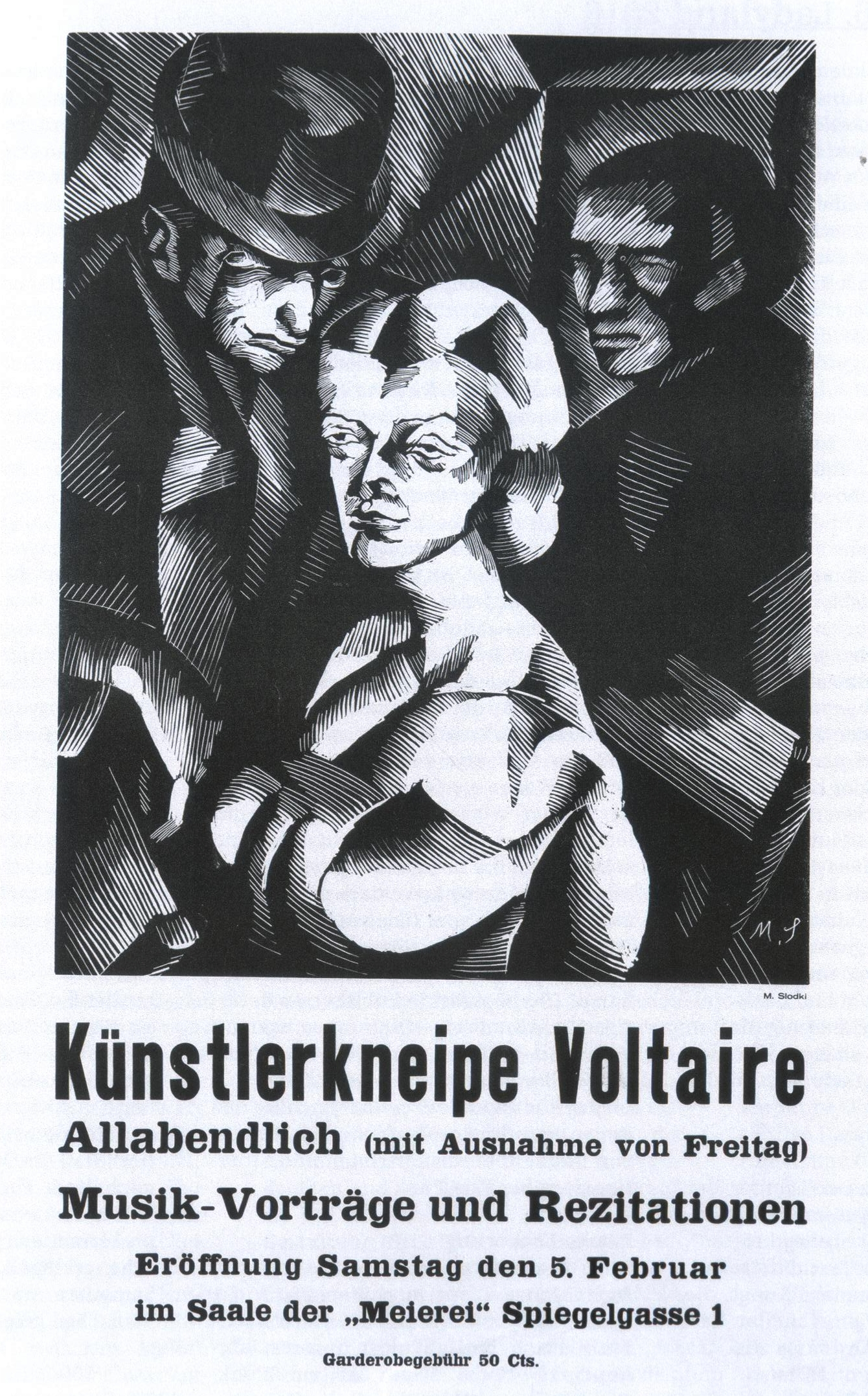
Plakat pierwszej wystawy dadaistów w Zurychu (1916)

Marceli Słodki, Marcel Słodki (ur. 11 listopada 1892 w Łodzi, zm. 20 grudnia 1944 w KL Auschwitz) – polski malarz i grafik żydowskiego pochodzenia.

## Życiorys
Syn Adolfa Słodkiego, dyrektora banku. W latach 1910–1913 studiował malarstwo na Akademii Sztuk Pięknych w Monachium. Od 1913 w Paryżu, po 1914 w Szwajcarii. Po wybuchu I wojny światowej zamieszkał w Zurychu, gdzie należał do pierwszej grupy dadaistów i był uczestnikiem pierwszych wystaw dadaistów, w 1917 wystawiał swoje prace w galerii Dada. Od 1918 mieszkał w Berlinie, był tam dyrektorem artystycznym teatru „Wilde Bühne”. Od 1923 z powrotem w Paryżu. W jego malarstwie występowały cechy postimpresjonizmu, fowizmu i ekspresjonizmu. Należał do Zrzeszenia Żydowskich Artystów w Krakowie, wystawiał w Salonie Niezależnych w 1928 i Salonie Jesiennym w 1937. Wystawy indywidualne miały miejsce w 1933 w Paryżu, w Warszawie i Łodzi w 1934 oraz w 1938 w Londynie.
Po zajęciu Francji przez Niemcy ukrywał się w Brive-la-Gaillarde, potem w okolicach Chambéry, zadenuncjowany, aresztowany przez Gestapo 14 grudnia 1943 i przetransportowany do obozu w Auschwitz, gdzie zginął.
Jego prace znajdują się w Muzeum w Ein Harod, Muzeum w Tel-Awiwie, Muzeum Narodowym w Warszawie, zbiorach Żydowskiego Instytutu Historycznego i prywatnych.
Był żonaty z lekarką Michaliną Endelman (1900–1969).